# Yoshimitsu Yamada
Yoshimitsu Yamada (japonès: 山田嘉光)  (Tòquio, 17 de febrer de 1938 - Nova York, 15 de gener de 2023) va ser 8è dan (Hachidan) d'aikido i fou considerat un dels responsables de la popularització de l'aikido.
Va estudiar a la Universitat d'Aoyama Gakuin. El 1955 va entrar com uchideshi (estudiant intern) a l'Aikikai Hombu Dojo, per estudiar aikido. El 1964, amb motiu de la Fira Mundial de Nova York va introduir l'aikido en els Estats Units.